# Foundling Hospital

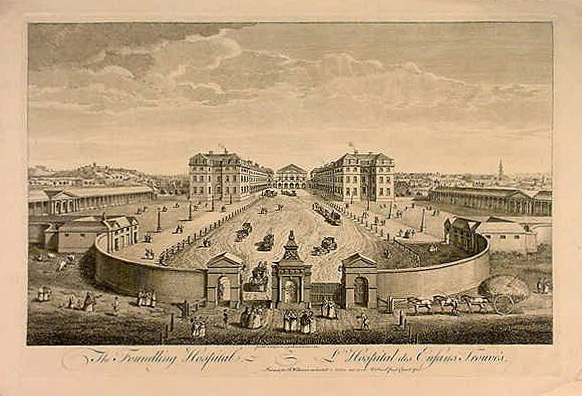
Foundling Hospital

Das Foundling Hospital ist eine vom ehemaligen Kapitän Thomas Coram 1739 gegründete und 1741 eröffnete Findlingsanstalt in London. Sie diente vor allem der Aufnahme von Findel- und Waisenkindern sowie von Säuglingen armer, oft lediger Mütter, die nicht für den Lebensunterhalt ihres Nachwuchses sorgen konnten.

## Geschichte
17 Jahre musste sich Thomas Coram gedulden, bis er von König George II. die Erlaubnis erhielt, das Hospital zu gründen. Dem Projekt standen moralische Bedenken entgegen. Man befürchtete einen Zerfall der Sitten, wenn Mütter beliebig Kinder auf die Welt brachten, ohne sich um sie kümmern zu müssen. Die Einrichtung wurde durch Spenden und Schenkungen begüterter Bürger und Adliger finanziert. Die Säuglinge konnten in einem Kasten am Eingang der Anstalt anonym abgelegt oder von ihren Müttern bei den Hospitalsangestellten abgegeben werden. 18 Jungen und 12 Mädchen kamen als erste in das Foundling Hospital. In der Folgezeit war der Ansturm riesig. Die Mütter wurden aufgefordert, Ihre Kinder persönlich abzugeben. Das Los entschied über die Aufnahme. Wer Pech hatte, musste zurück auf die Straße. Die Mütter durften zu dem abgegebenen Kind keinen Kontakt mehr aufnehmen, auch wenn sie lebenslang Gewissensbisse plagten. Die aufgenommenen Kinder wurden mit Kleidung versorgt, als Säuglinge an Ammen in und außerhalb der Stadt verteilt, im christlichen Glauben erzogen und soweit schulisch ausgebildet, dass sie später eine Lehre absolvieren konnten. Für viele Kinder war das die Rettung. Andere erlebten jedoch die Hölle, sei es bei den Pflegeeltern oder in der Lehre. Zahlreiche Todesfälle sind dokumentiert.
Obwohl immer wieder hervorgehoben wird, dass die Versorgung der Kinder für die damaligen Verhältnisse vorbildlich gewesen sei, überlebte in den ersten fünfzehn Jahren nach der Einrichtung der Anstalt nur rund die Hälfte der aufgenommenen Kinder. Im Vergleich dazu lag die Säuglingssterblichkeit von Findlingen in den normalen Armen- und Arbeitshäusern bei fast 99 %. Als das Parlament verfügte, dass sämtliche Säuglinge, die der Anstalt offeriert wurden, aufgenommen werden mussten, und als Folge davon das Foundling Hospital vor Kleinkindern überquoll, erhöhte sich die Zahl der Todesfälle dramatisch: Von rund 15.000 Kindern starben in drei Jahren mehr als 10.000. Das Parlament zog daraufhin seine Auflage zurück.
Zu den Gründungsmitgliedern und zum Vorstand des Foundling Hospitals gehörten berühmte Männer der Zeit, darunter Charles Spencer, 3. Duke of Marlborough, Francis Godolphin, 2. Earl of Godolphin, der Komponist Georg Friedrich Händel und der Maler William Hogarth.

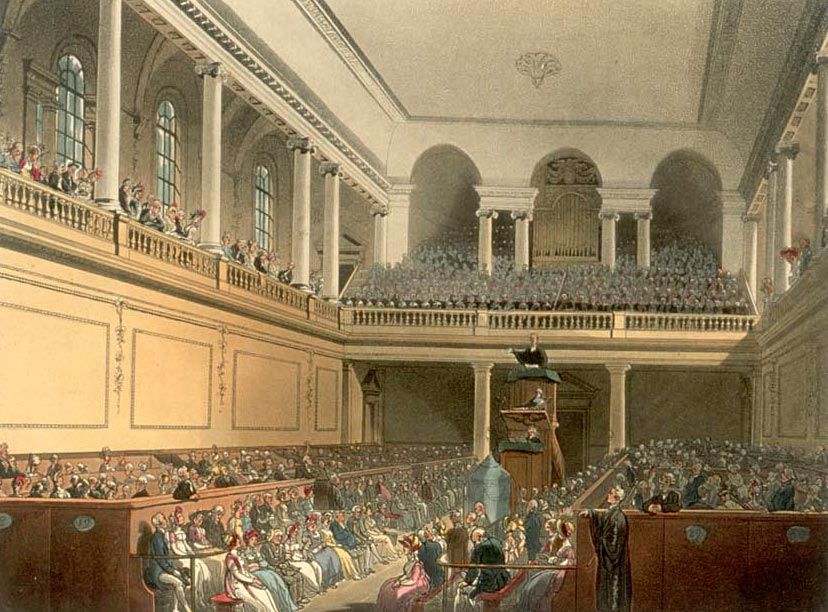
Kapelle des Foundling Hospitals

## Verbindung zur Künstlerszene
Der Versammlungsraum der Anstalt wurde auch Ausstellungen zeitgenössischer englischer Kunst genutzt, und in der Kapelle fanden Konzerte statt, so dass das Hospital sich auch zu einem kulturellen Zentrum entwickelte. So stifteten Hogarth und andere englische Künstler 1746 der Anstalt mehrere Gemälde mit biblischen Szenen, die etwa die Auffindung des kleinen Moses im Korb, den Knaben Moses vor der Tochter des Pharao oder arme Kinder vor Christus zeigen. In Anwesenheit des Prince und der Princess von Wales gab Händel am 27. Mai 1749 in der Kapelle ein dreiteiliges, aus früheren und neu komponierten Werken zusammengestelltes einmaliges Konzert mit dem berühmten Anthem "Blessed are they that consider the Poor and Needy". 1750 stiftete der Komponist eine Orgel für die Kapelle und begründete die Tradition, dort jährlich seinen "Messiah" aufzuführen.
Später wurde aus der Anstalt die "Thomas Coram Foundation for Children". und die Kunstschätze der Stiftung sind heute im "Foundling Museum" zu sehen.